# Adhémar de Monteil
Adhémar de Monteil (* um 1299; † 12. Mai 1361 in Metz) war von 1327 bis 1361 Bischof von Metz. Er ist nicht zu verwechseln mit dem gleichnamigen Kreuzzugsführer.

## Leben
Er war Sohn des Grafen Hugues Adhémar de Monteil de Grignan, Herr von Montélimar und der Mutter Constance de Valentinois. Er war ein Neffe des Metzer Bischofs Louis de Poitiers.
Er trat in den geistlichen Stand ein und war 1325 Archidiakon in Reims. Er war außerdem Domherr in Toul und in Langres. 
Als Nachfolger seines Onkels wurde er durch Provision durch Johannes XXII. 1327 zum Bischof von Metz gewählt. 
Er war in verschiedene Auseinandersetzungen mit benachbarten Fürsten insbesondere mit Herzog Rudolf von Lothringen verwickelt. Dieser Konflikt konnte schließlich beendet werden. Im Jahr 1338 näherte er sich dem französischen König Philipp VI. Von diesem bezog er auch eine Pension. Adhemar ließ die Burg von Château-Salins errichten.
Anfangs war das Verhältnis zu Marie de Châtillon, die in Lothringen die Regentschaft für den minderjährigen Herzog Johann übernommen hatte, noch gut. Wegen des Baus der Burg Château-Salins, für die der Bischof keine Erlaubnis hatte, kam es erneut zu militärischen Auseinandersetzungen. In dieser Fehde stand die Stadt Metz auf Seiten des Bischofs. Im Jahr 1350 belagerte der Bündnispartner der Herzogin Graf Eberhard II. von Württemberg Metz. Hinzu kamen bis 1351 Konflikte mit der Stadt Nancy. König Karl IV. bemühte sich seit 1353 um Frieden unter Einschluss Lothringens. Allerdings dauerten die Auseinandersetzungen fort.
Der König kam 1354 nach Metz und erhob unter anderem die Grafschaften Luxemburg und Bar zu Herzogtümern. Dabei war Bischof Adhemar Zeuge. Der König hielt 1356 eine Reichsversammlung in Metz ab, auf der der bisherige Text der Goldenen Bulle erweitert wurde. Der Bischof diente erneut als Zeuge verschiedener Rechtsakte. Der König bestätigte und erweiterte die bischöflichen Rechte hinsichtlich der Gerichtsbarkeit und der Zölle.
Der Konflikt mit Lothringen endete 1358 mit einem Frieden zwischen dem Hochstift Metz und den Herzogtümern Bar und Lothringen. Nach dem Frieden von Bretigny zwischen England und Frankreich drangen beschäftigungslose Söldner in die Region ein. Gegen diese gingen der Bischof und der Herzog von Bar gemeinsam vor. Später kam es unter den Truppen zum Streit, was dazu führte, dass die Fehde mit Bar wieder begann. 
Aus der Zeit von Bischof Henri de la Tour-du-Pin war das Bistum in finanziellen Schwierigkeiten. Wegen Geldmangels musste er unter anderem die Burgen Conflans-en-Jarnisy, Neuweiler, Saarburg und Türkstein verpfänden. Da später die Auslösung häufig nicht gelang, gingen Teile des Territoriums unter den Nachfolgern des Bischofs verloren.
Adhemar gründete 1331 das Stift St. Georg in Briey. Verschiedenen Klöstern verlieh er die Immunitätsrechte. Außerdem förderte er den Bau des Domes in Metz und ließ eine Grabkapelle für die Bischöfe anlegen. Nach seinem Tod am 12. Mai 1361 wurde er in seiner Kathedrale begraben.